# National Treasure: Book of Secrets
National Treasure: Book of Secrets is een Amerikaanse film. Het is een vervolg op National Treasure met Nicolas Cage. De film is geregisseerd door Jon Turteltaub.

## Verhaal
Een voorouder van schatzoeker Benjamin Franklin Gates (Nicolas Cage) wordt ervan beschuldigd de regisseur te zijn geweest van de moord op Abraham Lincoln door John Wilkes Booth. Om zijn familienaam te zuiveren trekt Gates er weer op uit. Hij maakt gebruik van een dagboekfragment van zijn voorouder Thomas Gates om een verborgen schat te vinden. Om achter de locatie te komen, reist Cage de halve wereld rond. Zijn zoektocht brengt hem onder meer naar Buckingham Palace en het Witte Huis. Gelukkig kan Gates weer op de hulp rekenen van zijn trouwe sidekick Riley (Justin Bartha), zijn vriendin Abigail (Diane Kruger) en zijn vader Patrick (Jon Voight). Ditmaal moet Ben ook een beroep doen op zijn moeder (Helen Mirren) om de cryptische aanwijzingen te ontcijferen.

## Aanwijzingen en verklaringen
The debt that all men pay Dit zijn de laatste woorden die Thomas Gates (Joel Gretsch) tegen zijn zoon zegt. "The debt that all men pay" is death. Dit vijfletterwoord is nodig om het Playfair-raadsel op te lossen. Waardoor ze een volgende aanwijzing vinden: Laboulaye Lady.
Laboulaye Lady - Laboulaye is de beroemde Franse beeldhouwer die de drie originele vrijheidsbeelden heeft gemaakt. Een van die beelden noemde hij "lady". Dit is het beeld dat in Frankrijk is gebleven. Het staat niet ver van de Eiffeltoren. Op de toorts staat een Franse inscriptie.
Across the sea these twins stand resolute. -1876 Dit is de boodschap die te lezen is op de Franse toorts. De tweelingen verwijst naar twee bureaus (Resolute desks) die gemaakt zijn uit de overblijfselen van de Britse boot de HMS Resolute. Een van deze bureaus staat in Buckingham Palace. Het andere staat in Het Witte Huis, meer bepaald in het Oval Office.
The entrance can be found under a cloudless rain. De schattenjagers komen tot de ontdekking dat als er water valt op de Black Hills van Custer State Park er een afbeelding van een adelaar zichtbaar wordt, met in het hart een rotsspleet.
Surrender your hand to the heart of the warrior. Benjamin Gates (Nicolas Cage) moet zijn hand in de gevonden spleet plaatsen om een hendel over te halen. Zo vinden ze een ingang van een grot die zich ver onder de Black Hills uitstrekt.

## Rolverdeling
| Acteur          | Personage               |
| --------------- | ----------------------- |
| Nicolas Cage    | Ben Gates               |
| Justin Bartha   | Riley Poole             |
| Ed Harris       | Mitch Wilkinson         |
| Diane Kruger    | Abigail Chase           |
| Jon Voight      | Patrick Gates           |
| Harvey Keitel   | FBI-agent Peter Sadusky |
| Helen Mirren    | Emily Appleton Gates    |
| Bruce Greenwood | President van Amerika   |
| Ty Burrell      | Connor                  |

## Historische locaties
De zoektocht brengt de schattenjagers langs de volgende bekende locaties:
- Mount Rushmore
- Library of Congress
- Het Vrijheidsbeeld (De kleine replica aan de Seine te Parijs)
- Het Witte Huis
- Buckingham Palace
- Mount Vernon
- Ford's Theatre (schouwburg in Washington)
- Universiteit van Maryland, College Park
- Custer State Park

## Trivia
- Hoewel Nicolas Cage al meer dan vijftig rollen op zijn naam heeft staan, is National Treasure: Book of Secrets de eerste keer dat hij in een sequel speelt.
- Door haar rol The Queen (2006) in de gelijknamige film kreeg Helen Mirren een uitnodiging voor een audiëntie bij koningin Elizabeth II. Ze kon deze audiëntie helaas niet halen want ze was in South Dakota voor opnames van Book of Secrets.
- De director of photography Amir Mokri werd na enkele maanden opnamen vervangen door John Schwartzman.